# Nilothauma aleta
Nilothauma aleta är en tvåvingeart som beskrevs av Roback 1960. Nilothauma aleta ingår i släktet Nilothauma och familjen fjädermyggor.
Artens utbredningsområde är Peru. Inga underarter finns listade i Catalogue of Life.